# La Chartre-sur-le-Loir
La Chartre-sur-le-Loir è un comune francese di 1 494 abitanti situato nel dipartimento della Sarthe nella regione dei Paesi della Loira.

## Società

### Evoluzione demografica
Abitanti censiti